# Autobahnkreuz Nürnberg-Süd
Das Autobahnkreuz Nürnberg-Süd (Abkürzung: AK Nürnberg-Süd ; Kurzform: Kreuz Nürnberg-Süd) ist ein Autobahnkreuz in Bayern, das sich in der Metropolregion Nürnberg befindet. Hier kreuzen sich die Bundesautobahn 73 (Suhl – Bamberg – Nürnberg – Feucht) und die Bundesautobahn 6 (Saarbrücken – Mannheim – Nürnberg – Amberg – Pilsen) (Europastraße 50)

## Geographie
Das Kreuz liegt auf dem gemeindefreien Gebiet Forst Kleinschwarzenlohe im mittelfränkischen Landkreis Roth, zwischen dem Nürnberger Stadtteil Langwasser und der Gemeinde Wendelstein, im Lorenzer Reichswald. Es befindet sich etwa 10 km südöstlich von Nürnberg und etwa 140 km nördlich von München.
Das Autobahnkreuz Nürnberg-Süd trägt auf der A 73 die Nummer 46, auf der A 6 die Nummer 58.

## Ausbauzustand

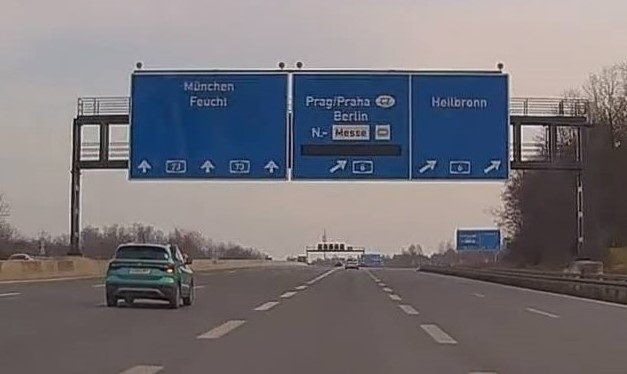
Autobahnkreuz Nürnberg-Süd, A73 Fahrtrichtung Feucht

Das Autobahnkreuz Nürnberg-Süd ist ein Kleeblatt, das über eine halbdirekte Rampe für den Verkehr von Heilbronn (A 6) nach Nürnberg (A 73) verfügt. Eine zusätzliche Brücke in der Verteilungsfahrbahn der A 6 aus Amberg führt – parallel zur A 73 – direkt zur folgenden Anschlussstelle Münchener Straße.
Die A 6 ist sowohl in Richtung Tschechien als auch in Richtung Heilbronn auf jeweils drei Spuren ausgebaut. Die A 73 ist seit dem Ausbau der Jahre 2017–2021 ebenfalls insgesamt sechsstreifig ausgebaut. Unmittelbar vor dem Kreuz Nürnberg-Süd verfügt die A 73 sogar über sechs Fahrspuren in südliche Fahrtrichtung: drei durchgehende in Richtung Feucht/A 9 München, eine zum Ohr in Richtung Amberg/Pilsen und zwei in Richtung Heilbronn abbiegende. Die Relationen Heilbronn – Nürnberg und Nürnberg – Heilbronn sind zweistreifig. Alle anderen Überleitungen sind einstreifig.

## Umbau 2004
Zwischen 2004 und 2006 fand der Umbau des Autobahnkreuzes statt, wobei am 22. Dezember 2005 die Overfly genannte indirekte Rampe dem Verkehr übergeben wurde. Ihre volle Leistungsfähigkeit erreichte sie jedoch erst nach der Erweiterung der A 73 auf durchgehend drei Spuren je Fahrtrichtung. Notwendig wurde der Umbau auf Grund der Überlastung des Kreuzes im Berufsverkehr und für eine verbesserte Erschließung des Stadions Nürnberg während der Fußball-Weltmeisterschaft 2006. Der 21 Millionen Euro teure Umbau wurde durch eine Sonderfinanzierung anlässlich der Fußball-Weltmeisterschaft ermöglicht.

## Verkehrsaufkommen
Das Kreuz wird täglich von etwa 143.000 Fahrzeugen passiert.
| Von                         | Nach                         | Durchschnittliche tägliche Verkehrsstärke | Durchschnittliche tägliche Verkehrsstärke | Durchschnittliche tägliche Verkehrsstärke | Anteil Schwerlastverkehr | Anteil Schwerlastverkehr | Anteil Schwerlastverkehr |
| Von                         | Nach                         | 2005                                      | 2010                                      | 2015                                      | 2005                     | 2010                     | 2015                     |
| --------------------------- | ---------------------------- | ----------------------------------------- | ----------------------------------------- | ----------------------------------------- | ------------------------ | ------------------------ | ------------------------ |
| AS Roth (A 6)               | AK Nürnberg-Süd              | 75.700                                    | 76.300                                    | 82.400                                    | 18,6 %                   | 21,5 %                   | 19,9 %                   |
| AK Nürnberg-Süd             | AS Nürnberg-Langwasser (A 6) | 75.000                                    | 71.500                                    | 62.500                                    | keine Daten              | 21,5 %                   | 19,4 %                   |
| AS Nürnberg-Zollhaus (A 73) | AK Nürnberg-Süd              | 80.000                                    | 80.900                                    | 87.500                                    | 11,3 %                   | 10,3 %                   | 13,0 %                   |
| AK Nürnberg-Süd             | AS Wendelstein (A 73)        | 50.000                                    | 42.000                                    | 52.800                                    | keine Daten              | 09,2 %                   | 12,9 %                   |